# عثمان بن عبدالحق
عثمان بن عبدالحق (انگلیسی: Uthman ibn Abd al-Haqq؛ ۱۱۹۶ – ۱۲۴۰) دومین رهبر مرینیان مراکش  پس از پدرش عبدالحق یکم بود.